# Fernando Lores (distrito)
O Distrito peruano de Fernando Lores é um dos onze distritos que formam a Província de Maynas, situada no Departamento de Loreto, pertencente a Região Loreto, Peru.

## Transporte
O distrito de Fernando Lores não é servido pelo sistema de estradas terrestres do Peru.